# Bojador
Bojador (em castelhano: Cabo Bojador; em francês: Boujdour; em árabe: بوجدور) é uma cidade do Saara Ocidental administrada de facto por Marrocos, que a considera parte do seu território. É capital da província homónima, que faz parte da região de El Aiune-Saguia el Hamra. Em 2024 tinha 57 360 habitantes.
Situada junto ao cabo Bojador, na costa atlântica, Bojador encontra-se 180 km a sul de El Aiune por estrada. Originalmente uma aldeia de pescadores que rodeava o farol do cano, desde 1976 que tem vindo a tornar-se um centro urbano, devido ao crescimento demográfico, ao novo porto, à central de dessalinização construída naquele ano e à descoberta recente de águas subterrâneas.

## História
O primeiro navegante europeu a dobrar o cabo Bojador foi o português Gil Eanes, em 1434, durante a sua 15.ª expedição, sob os auspícios do Infante D. Henrique. O desaparecimento de muitos navios europeus que navegaram na zona tinha dado origem a mitos como o da existência de monstros marinhos e da impossibilidade de passar o cabo em direção a sul.
Em 1884, Espanha declarou a zona costeira do cabo Bojador um protetorado sob a sua soberania, estatuto que se manteria até 1975, quando o controle passou para Marrocos, o que é contestado pela Argélia e pela Frente Polisário.

## Demografia
Segundo o censo Marroquino de 2024, a cidade tinha 57 360 habitantes.

### Evolução demográfica
Segundo os censos realizados pelas autoridades Marroquinas, a evolução populacional do município foi a seguinte:
| Municipio | 2024   | 2014   | 2004   | 1994   | 1982  |
| --------- | ------ | ------ | ------ | ------ | ----- |
| Bojador   | 57 360 | 42 651 | 36 843 | 15 167 | 3 597 |